# NGC 4925
NGC 4925 é uma galáxia lenticular (S0) localizada na direcção da constelação de Virgo. Possui uma declinação de -07° 42' 38" e uma ascensão recta de 13 horas, 02 minutos e 07,3 segundos.
A galáxia NGC 4925 foi descoberta em 23 de Março de 1789 por William Herschel.